# Рикерт
Рикерт (њем. Rickert) општина је у њемачкој савезној држави Шлезвиг-Холштајн. Једно је од 165 општинских средишта округа Рендсбург. Према процјени из 2010. у општини је живјело 1.099 становника. Посједује регионалну шифру (AGS) 1058136.

## Географски и демографски подаци
Рикерт се налази у савезној држави Шлезвиг-Холштајн у округу Рендсбург. Општина се налази на надморској висини од 13 метара. Површина општине износи 5,5 km². У самом мјесту је, према процјени из 2010. године, живјело 1.099 становника. Просјечна густина становништва износи 199 становника/km².

## Међународна сарадња
| Мјесто   | Држава | Врста сарадње | Од    |
| -------- | ------ | ------------- | ----- |
|          | Чешка  | контакт       | 2007. |
| Сејлфлод | Данска | партнерство   | 1991. |
| Извор    |        |               |       |